# 胡德溫克島
胡德溫克島（英語：Hoodwink Island），是南極洲的島嶼，位於葛拉漢地西岸的盧貝海岸，處於阿羅史密斯半島以東2公里的拉勒曼德港，由英國研究隊繪入地圖，現時由南極條約體系管理。